# جام حذفی فوتبال مالزی
جام حذفی فوتبال مالزی (مالایی: Piala FA) یا اف‌ای کاپ یک تورنمنت سالانه فوتبال تک‌حدفی در مالزی است. این مسابقات برای اولین بار در سال ۱۹۹۰ برگزار شد. قبل از اینکه در فصل فوتبال ۲۰۱۶، برگزاری این مسابقات به شرکت تضامنی فوتبال مالزی (یا به اختصار فوتبال مالزی ال‌ال‌پی) که اکنون تحت نام لیگ فوتبال مالزی مشغول به انجام وظیفه است، منتقل شود برگزاری مسابقات توسط فدراسیون فوتبال مالزی مدیریت می‌گردید.

## تاریخچه
تورنمنت در سال ۱۹۹۰، طی دوره لیگ فوتبال نیمه حرفه ای راه اندازی شد. اولین برنده این مسابقات باشگاه پراک بود که باشگاه سلانگور را در مسابقه نهایی با نتیجه ۴–۲ در ورزشگاه مردکا، کوالا لامپور شکست داد.